# PlayMemories Camera Apps

一台索尼的NEX-6，其上展示了 PlayMemories Camera Apps 列表

PlayMemories Camera Apps （或缩写为PMCA）是一项由索尼公司为其相机提供的扩展服务，属于索尼影像产品增值服务PlayMemories的一部分。使用SEN(索尼娱乐网络)账号即可登录。
该服务于2012年8月随NEX-5R推出，初期支持自身的可换镜头无反相机，随后发布的微单机型一般都提供支持（NEX-3N、ILCE3000除外），后续还扩展支持到不可换镜头相机，如RX100 MarkIII。
索尼在2017年更新的机器，如α9、α7R III、RX0等机型上不再装配PMCA，也事实宣告了其完结。

## 概述
通过后期扩展为相机提供额外功能的想法由来已久，相机制造商美能达曾在Minolta AF的二代机型上尝试过创意卡系统，插入不同的创意卡可以使相机进入不同的模式。
之后进入数码时代，FlashPoint公司也尝试在相机上搭载一个实时操作系统『Digita OS』以实现功能升级，但因为功耗控制、厂家支持等问题，最后也是无疾而终。
抱持着可以实现私人定制的想法，索尼公司推出了影像产品的统一解决方案“PlayMemories”，涵盖了索尼旗下的影音产品。PlayMemories Camera Apps 一开始在NEX-5R与NEX-6等微单机型上配置了该服务，随后扩展到Cyber-shot品牌不可换镜头相机上，如RX100 MarkIII。
目前提供约30款app可供选购(根据所处市场不同，可能有所差别)，价格主要有三个档次：免费 / $4.99 / $9.99 。安装应用程序时，可以使用USB电缆连接相机与电脑，在电脑上进行购买与安装操作；或者直接在相机上使用WiFi连接上网安装。

## 现有程序
| 程序名称         | 价格               | 容量需求 | 备注                                 |
| ---------------- | ------------------ | -------- | ------------------------------------ |
| 直接上载         | 免费               | 8.2MB    |                                      |
| Flickr附件       | 免费               | 7.8MB    | 需『直接上载』支持                   |
| 微博附件         | 免费               | 7.8MB    | 需『直接上载』支持，中国大陆市场专有 |
| 智能遥控         | 免费               | 7.8MB    |                                      |
| 同步到智能手机   | 免费               | 8.4MB    |                                      |
| 动态镜头         | $4.99 / HK$38.00   | 7.2MB    |                                      |
| 动态照片         | $4.99 / HK$38.00   | 5.3MB    |                                      |
| 照片润饰         | 免费               | 6.3MB    |                                      |
| 照片效果+        | 免费               | 8.5MB    |                                      |
| 多帧降噪         | $4.99 / HK$38.00   | 5.5MB    |                                      |
| 光轴             | $4.99 / HK$38.00   | 6.7MB    | 注：为照片增加云隙光效果             |
| 镜头补偿         | $9.99 / HK$78      | 7.0MB    |                                      |
| 镜头补偿LE       | 免费               | 7.1MB    | 中国大陆市场专有                     |
| 延时拍摄         | $9.99 / HK$78      | 7.7MB    |                                      |
| 延时拍摄LE       | 免费               | 7.7MB    | 中国大陆市场专有                     |
| 多重曝光         | $4.99 / HK$38.00   | 8.3MB    |                                      |
| 专业阶段曝光     | $4.99 / HK$38.00   | 6.8MB    |                                      |
| 声音照片         | 免费               | 7.6MB    |                                      |
| 人像布光         | $4.99 / HK$38.00   | 6.7MB    |                                      |
| 星迹             | $9.99 / HK$78      | 8.0MB    |                                      |
| 平滑反射         | $4.99 / HK$38.00   | 7.2MB    |                                      |
| Liveview灰度渐变 | $9.99 / HK$78      | 6.9MB    |                                      |
| 光线轨迹         | $4.99 / HK$38.00   | 7.7MB    |                                      |
| 天空HDR          | $9.99 / HK$78.00   | 7.9MB    |                                      |
| 数字滤镜         | $29.99 / HK$233.00 | 11MB     |                                      |
| 数字滤镜（升级） | $19.99 / HK$155.00 | 11MB     | 针对已经购买天空HDR的用户            |
| 我的美颜工坊     | 免费               | 8.1MB    |                                      |
| 多语言键盘-CN    | 免费               | 20.6MB   | 中文输入                             |
| POBox-JP键盘     | 免费               | 26.3MB   | 日文输入                             |
| 多语言键盘-INTL  | 免费               | 36.4MB   | 国际输入                             |
| 多语言键盘-KR    | 免费               | 18.0MB   | 韩文输入                             |

注：中国大陆市场曾经因为特殊的分区原因，仅有部分免费程序可供下载。在2016年起与国际市场APP同步。

## 支持机型
支持PlayMemories Camera Apps功能的机型可以分作三类：
- 索尼NEX机型
  - NEX-6
  - NEX-5R / NEX-5T
- 索尼ILCE机型
  - ILCE-7 / ILCE-7R / ILCE-7S / ILCE-7 Mark II / ILCE-7R Mark II / ILCE-7S Mark II
  - ILCE-6000 / ILCE-6300 / ILCE-6500
  - ILCE-5000 / ILCE-5100
- 索尼Cyber-shot机型
  - RX100 Mark III / RX100 Mark VI / RX100 Mark V
  - DSC-HX60V / DSC-HX400V

注：中国大陆发售的行货NEX-5R与NEX-6并未配置这项功能。

## 中国大陆情况

### 专属市场
PlayMemories Camera Apps市场使用分区策略，但是因为审核关系，迟迟未进入大陆市场。直到2014年才启用，也并未标识全球统一的『PlayMemories Camera Apps』，而是被称作『相机应用程序升级服务』。
其中，仅提供国际市场上的部分免费程序，唯『延时拍摄』与『镜头补偿』两款有提供专供大陆市场使用的免费版本，带有“LE”标识。
在2016年4月13日，索尼方面在中国大陆市场上架了收费app应用，同时也将在5月下架几款替代用的app产品。

### 机型差异
初代配置该功能的 NEX-5R 与 NEX-6 在中国大陆上市的版本无法显示该项菜单。有玩家发现国行产品硬件其实是一致的，只是在固件层面进行了屏蔽，需要特殊手段才能开启。
之后的机型则与国际通行版本一致，可以自由选择连接国内市场或国外市场。